# Cranioleuca berlepschi
El colasuave dorsirrufo (Cranioleuca berlepschi), también denominado espinero castaño o cola-suave de manto rojizo, es una especie de ave paseriforme de la familia Furnariidae, perteneciente al género Cranioleuca, hasta recientemente (2023) colocado en Thripophaga. Es endémica de una pequeña región andina del norte de Perú.

## Distribución y hábitat
Se encuentra en una pocas localidades de la cordillera de los Andes del norte de Perú, desde el este de Piura, a través del oeste de Amazonas y San Martín, hasta el sureste de La Libertad. Ha sido registrado en Cerro Chinguela (en Piura); La Peca Nueva, Leimebamba, Atuén, Lluy, San Cristóbal y cerca de Florida-Pomacichas (en Amazonas); La Montañita y parque nacional Río Abiseo (en San Martín); y  Mashua (en La Libertad); probablemente también esté presente al norte de la Cordillera de Col y posiblemente en Abra Patricia. Existen grandes áreas de selva no explorada en Leimebamba que podrían albergar esta especie.
Esta especie es considerada rara y local en su hábitat natural: el estrato bajo de selvas húmedas montanas y de bosques enanos, cerca de la línea de árboles, entre los 2800 y 3300 m de altitud.

## Estado de conservación
El colasuave dorsirrufo ha sido calificado como especie casi amenazada por la Unión Internacional para la Conservación de la Naturaleza (IUCN) debido a que su pequeña población, estimada entre 1000 y 2500 individuos maduros, es conocida en apenas unas diez localidades y a que sus sub-poblaciones son pequeñas y continúan a disminuir debido a la pérdida de hábitat resultante de la deforestación.

## Sistemática

### Descripción original
La especie C. berlepschi fue descrita por primera vez por el ornitólogo austríaco Carl Eduard Hellmayr en 1905 bajo el nombre científico Thripophaga berlepschi; la localidad tipo es: «Leimebamba, 10,000 pies [c. 3050 m], Amazonas, Perú».

### Etimología
El nombre genérico femenino «Cranioleuca» se compone de las palabras del griego «κρανιον kranion» que significa ‘cráneo’, ‘cabeza’, y «λευκος leukos» que significa ‘blanco’, en referencia a la corona blanca de la especie tipo: Cranioleuca albiceps; y el nombre de la especie «berlepschi», conmemora al ornitólogo alemán Hans von Berlepsch (1850–1915).

### Taxonomía
En el pasado fue colocada en el género Phacellodomus, y hasta recientemente en el género Thripophaga. Algunos autores anteriores ya levantaban la sospecha de que el género Thripophaga no era monofilético. Los amplios estudios filogenéticos de Derryberry et al. (2011), confirmado posteriormente por los estudios de Harvey et al., (2020), encontraron que la presente especie está embutida dentro del género Cranioleuca. Con base en este estudio, las clasificaciones Aves del Mundo (HBW) y Birdlife International (BLI), y más recientemente el Congreso Ornitológico Internacional (IOC) y Clements checklist/eBird trasladaron a la presente al género Cranioleuca. Es monotípica.